# Équipe du Brésil de rugby à XV
L'équipe du Brésil de rugby à XV rassemble les meilleurs joueurs de rugby à XV du Brésil et est membre de Sudamérica Rugby.

## Histoire

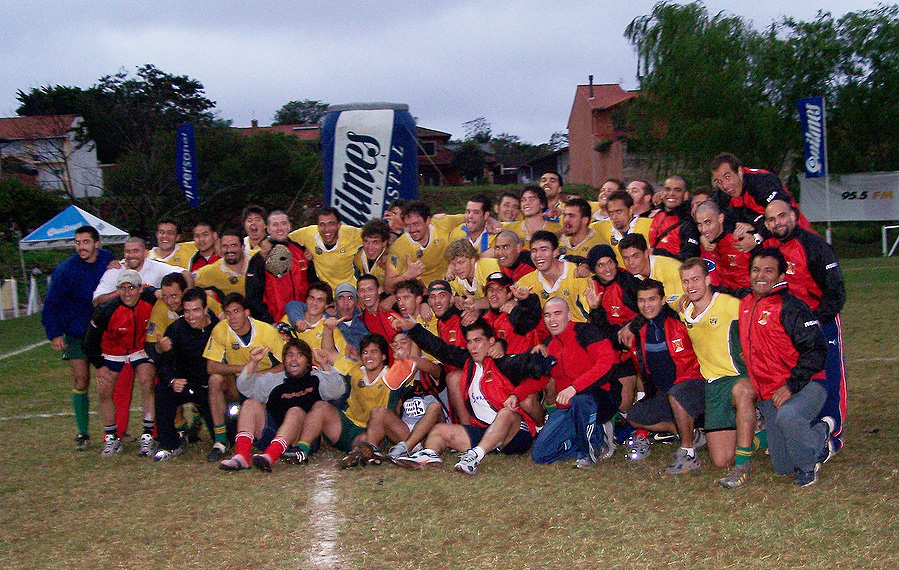
Les XV du Brésil (en jaune) et du Pérou, en 2005.

Le Brésil commence à disputer des rencontres internationales de rugby à XV au début des années 1950. Le premier match contre le Chili est perdu 68 à 0. Le Brésil continue de rencontrer le Chili, joue contre l'Uruguay et l'Argentine pendant les années 1950 et 1960. À la fin des années 1990, le Brésil joue nettement moins. Au début des années 2000, la Seleção redevient active, elle dispute sept matches entre 2000 et 2002. Les Brésiliens sont en 2007 37es au niveau mondial. 
En 2016, l’équipe participe à la première édition du Tournoi des Six Nations des Amériques. Les Brésiliens s'inclinent notamment contre le Chili, 25 à 22 lors de la première journée. Il y bat en revanche, à la surprise générale, des nations comme les États-Unis dès la première édition et le Canada lors de la deuxième.
En parallèle du tournoi lors lequel le Brésil obtient ces quelques victoires significatives, le développement du rugby brésilien commence à être remarqué par des observateurs internationaux, notamment lors du match contre les Māori All Blacks en novembre 2018, donnant lieu à une affluence record au Brésil pour le rugby de 34 000 spectateurs (la confrontation se solde par une défaite encourageante 35-3).
En 2019, le Brésil atteint la meilleure place de son histoire au classement World Rugby (24e).

## Identité visuelle
Le maillot de l'équipe nationale brésilienne adopte en mars 2012 son propre logo, différent de celui de la fédération ; il met en avant un représentant des Tupi, l'un des peuples indigènes du Brésil.

Évolution du logo
Logo de 2012 à mai 2021.
Logo depuis mai 2021.

## Palmarès
- Coupe du monde
  - 1987 : pas invitée
  - 1991 : pas disputé
  - 1995 : pas disputé
  - 1999 : pas qualifiée
  - 2003 : pas qualifiée
  - 2007 : pas qualifiée
  - 2011 : pas qualifiée
  - 2015 : pas qualifiée
  - 2019 : pas qualifiée

- Tournoi des Trois/Quatre Nations sud-américain :
  - Vainqueur : 2022, 2023